# Prasco (companie)
Prasco este o companie farmaceutică cu sediul central în Cincinnati, Ohio, fondată în 2002 de E. Thomas Arington, fost președinte și director general al Duramed Pharmaceuticals și fost președinte al firmei de consultanță în domeniul sănătății MarketMaster. Compania rămâne privată. Este specializată în domeniul medicamentelor generice autorizate, medicamente generice fabricate de compania inovatoare de marcă, dar comercializate sub o etichetă privată. Potrivit IMS Health, serviciul de audit al industriei farmaceutice, Prasco este una dintre companiile farmaceutice cu cea mai rapidă creștere din industrie, în ceea ce privește creșterea relativă și rețetele eliberate pentru anii 2005 și 2006. Deși nu publică date financiare, o companie de consultanță independentă a urmărit vânzări de 150 de milioane de dolari în 2005, care se pare că au dublat cifrele din anii precedenți.
Prasco a licențiat versiuni generice ale unei varietăți de medicamente de marcă eliberate pe bază de prescripție medicală, inclusiv antihistaminicul Allegra, progestativul Cyclessa (utilizat în pilulele contraceptive orale combinate), medicamentul pentru insomnie Ambien, medicamentul pentru reflux gastro-esofagian Protonix, Advair Diskus și altele, permițându-i să fie principala companie generică autorizată cu peste 18 produse licențiate. Compania a finanțat, de asemenea, cercetări de opinie publică în domeniul medicamentelor generice, inclusiv un studiu Roper Public Affairs & Media din 2005 care a constatat că majoritatea americanilor susțin disponibilitatea alternativelor generice.